# Kirkwood (Südafrika)
Kirkwood ist eine Stadt in der südafrikanischen Provinz Ostkap (Eastern Cape). Sie ist Verwaltungssitz der Gemeinde Sundays River Valley im Distrikt Sarah Baartman.

## Geographie
2011 hatte Mount Kirkwood 5371 Einwohner (Volkszählung). Am häufigsten werden Afrikaans (83 %) und isiXhosa (13 %) gesprochen. Nur wenig östlich liegt das Township Bontrug mit 8394 Einwohnern, davon 96 % Schwarze.
Kirkwood liegt südlich der bis etwa 600 Meter hohen Rietberg Mountains, die zum Addo Elephant National Park gehören, rund 50 Kilometer vom Indischen Ozean entfernt. Bis Uitenhage im Süden sind es 40 Kilometer. 
Das Klima ist subtropisch. 1928 wurde mit 50,3 °C die höchste jemals in Südafrika gemessene Außentemperatur registriert.

## Geschichte
Nach 1812 vergab der Gouverneur der Kapkolonie, Sir John Francis Cradock, im heutigen Stadtgebiet Farmland an Buren, die im Vierten Grenzkrieg gegen die Xhosa gekämpft hatten. 1885 wurde der Ort als Bayville gegründet. 1913 wurde er auf dem Gebiet der Farm Gouwernements Belooning wiedergegründet und nach dem ehemaligen Besitzer der Farm, James Somers Kirkwood, benannt. Er hatte ab 1877 das umliegende Gebiet landwirtschaftlich erschlossen. 1950 erhielt der Ort den Gemeindestatus.

## Wirtschaft und Verkehr
Das Sundays River Valley wird vor allem zum Anbau von Zitrusfrüchten genutzt. Die Anbaufläche westlich, südlich und östlich von Kirkwood beträgt rund 120 km². Touristisch bedeutsam ist das jährlich stattfindende Kirkwood Wildfees („Kirkwood-Wildfest“), das jeweils etwa 45.000 Besucher zählt.
Die Stadt liegt an der Fernstraße R336, die annähernd parallel zur südlicher gelegenen R75 verläuft. Eine kurze, im Güterverkehr bediente Nebenbahn führt von Appolisville bei Addo nordwestwärts bis Kirkwood.